# Enterprise Air Group
Escadre aérienne Enterprise

L' Enterprise Air Group, créé le 1er juillet 1938, est une escadre aérienne embarquée (Carrier Air Wing) comprenant tous les escadrons embarqués sur le porte-avions de classe Yorktown, l'USS Enterprise (CV-6). Elle a été dissoute le 1er septembre 1942 pour devenir le Carrier Air Group SIX le 15 mars 1943.

## Composition
Le groupe aérien était divisé en quatre escadrons, chacun avec dix-huit appareils dédiés à un rôle particulier. Les escadrons ont été désignés en fonction de leur rôle, et tous ont reçu le numéro d'unité Six, dérivé du numéro de coque de l'Enterprise. 
- Bombing Six (VB-6) était équipé du bombardier en piqué Douglas SBD-2 Dauntless,
- Fighting Six (VF-6), de l'avion de chasse Grumman F4F-3 Wildcat,
- Torpedo Six (VT-6), du bombardier-torpilleur Douglas TBD Devastator,
- Scouting Six (VS-6) avait également le SBD-2 Dauntless, mais était plus concentré sur le rôle de bombardier-éclaireur[1].

Ce groupe aérien était embarqué à bord du porte-avions  USS Enterprise (CV-6) lors de l'attaque de Pearl Harbor,.

### Operations durant la seconde guerre mondiale
| Opérations aériennes de l' Enterprise Air Group | Opérations aériennes de l' Enterprise Air Group          | Opérations aériennes de l' Enterprise Air Group | Opérations aériennes de l' Enterprise Air Group | Opérations aériennes de l' Enterprise Air Group | Opérations aériennes de l' Enterprise Air Group | Opérations aériennes de l' Enterprise Air Group |
| Période                                         | Opération                                                | Escadron                                        | Escadron                                        | Escadron                                        | Escadron                                        |                                                 |
| Période                                         | Opération                                                | Chasseur                                        | Bombardier                                      | Torpilleur                                      | Eclaireur                                       |                                                 |
| ----------------------------------------------- | -------------------------------------------------------- | ----------------------------------------------- | ----------------------------------------------- | ----------------------------------------------- | ----------------------------------------------- | ----------------------------------------------- |
| 7 Décembre 1941 - 10 Mars 1942                  | Pearl Harbor, Îles Marshall, Île Wake, Minamitori-shima  | VF-6 (en)                                       | VB-6                                            | VT-6                                            | VS-6                                            |                                                 |
| 8 Avril 1942 - 26 Avril 1942                    | Raid de Doolittle                                        | VF-6                                            | VB-6                                            | VT-6                                            | VS-6                                            |                                                 |
| 30 Avril 1942 - 26 Mai 1942                     | Éfaté                                                    | VF-6                                            | VB-6                                            | VT-6                                            | VS-6                                            |                                                 |
| 28 Mai 1942 - 13 Juin 1942                      | Bataille de Midway                                       | VF-6                                            | VB-6                                            | VT-6                                            | VS-6                                            |                                                 |
| 15 Juillet 1942 - 25 Août 1942                  | Bataille de Guadalcanal, Bataille des Salomon orientales | VF-6                                            | VB-6                                            | VT-3                                            | VS-5                                            |                                                 |

## Dissolution et héritage
Après son retour à Pearl Harbor, l' Enterprise Air Group a été dissout le 1er septembre 1942. Conformément au nouveau schéma de désignation du groupe aérien de l'US Navy consistant à attribuer des numéros plutôt que le nom du navire auquel le groupe était affecté, un nouveau groupe aérien désigné Carrier Air Group SIX a été créé en mars 1943 et réaffecté à l'USS Enterprise. En raison de la manière dont la marine américaine détermine la lignée d'une unité, dans laquelle la lignée d'une unité commence à son établissement et se termine à sa dissolution, l'Enterprise Air Group et le Carrier Air Group SIX  sont deux unités séparées et distinctes et ne partagent pas une lignée.
- Presidential Unit Citation

## Galerie
|                        |
| USS Enterprise en 1939 |

|                                  |
| Marshall Islands Raid, Fev. 1942 |

|                          |
| Doolittle Raid, Mai 1942 |

|                               |
| Bataille de Midway, Juin 1942 |

|                       |
| Guadalcanal, Dec.1942 |